# Précuneus
 (octobre 2024).
En anatomie humaine, le précuneus (ou lobule quadrilatère de Foville) est un gyrus de la face interne du lobe pariétal du cortex cérébral.

## Description
Il est limité en avant par le sillon calloso-marginal et en arrière par le sillon pariéto-occipital. Sa limite inférieure est le sillon sous-pariétal qui prolonge le sillon cingulaire suivant une courbe parallèle au bord du corps calleux. La partie du cortex entre le sillon paracentral (en avant) et le sillon calloso-marginal (en bas et en arrière) est le lobule paracentral, prolongeant sur la face interne le gyrus postcentral.
Le précuneus est formé de deux circonvolutions, antérieure et postérieure, séparées par un sillon vertical plus ou moins profond, nommé sillon pariétal transverse.
|                                     |                                 |
| Face interne de l'hémisphère gauche | Précuneus de l'hémisphère droit |